# Верхньотамбовське сільське поселення
Верхньотамбо́вське сільське поселення (рос. Верхнетамбовское сельское поселение) — сільське поселення у складі Комсомольського району Хабаровського краю Росії.
Адміністративний центр та єдиний населений пункт — село Верхньотамбовське.

## Населення
Населення сільського поселення становить 166 осіб (2019; 173 у 2010, 172 у 2002).